# Pont de la Blaia
El Pont de la Blaia és una obra de Fontanilles (Baix Empordà) inclosa a l'Inventari del Patrimoni Arquitectònic de Catalunya.
Pont sobre el riu Daró, construït a finals del segle xix, situat en l'antic camí que anava de Fontanilles a Pals. Aprofitat també per comunicar amb el Mas del Pont de la Blaia.
Està construït amb pedra massissa. L'arc del pont també és en pedra posada de cantell. Actualment part del pont apareix arrebossat amb morter de ciment.